# Tibiaster wunderlichi
Tibiaster wunderlichi là một loài nhện trong họ Linyphiidae.
Loài này thuộc chi Tibiaster. Tibiaster wunderlichi được Kirill Yuryevich Eskov miêu tả năm 1995.